# Хургада
Хурга́да (араб. الغردقة; Гурдаґа) — місто в Єгипті і туристичний центр на західному узбережжі Червоного моря, за 500 км на південний схід від Каїра. Адміністративний центр однієї з 26 єгипетських провінцій — провінції Червоного моря.

## Історія
Виникла Хургада на березі Суецької затоки, з селища британських нафтовиків-шукачів і почала перетворення з військового району в процвітаюче місце відпочинку лише після укладення Кемп-Девідського договору між Єгиптом і Ізраїлем. Місто було засноване на початку XX століття і з 1980 року активно розвивається завдяки єгипетським і іноземним інвестиціям. Хургада, в порівнянні з іншим популярним єгипетським курортом, Шарм-ель-Шейхом, вважається демократичнішим і, відповідно, менш дорогим. В Хургаді знаходиться резиденція губернатора провінції, уряд провінції, невеликий порт і база берегової охорони ВМС Єгипту, коледж готельного господарства. Населення Хургади: 248 тисяч жителів. Основні сфери діяльності: туризм, торгівля, будівництво, сфера обслуговування в туризмі.

## Райони міста

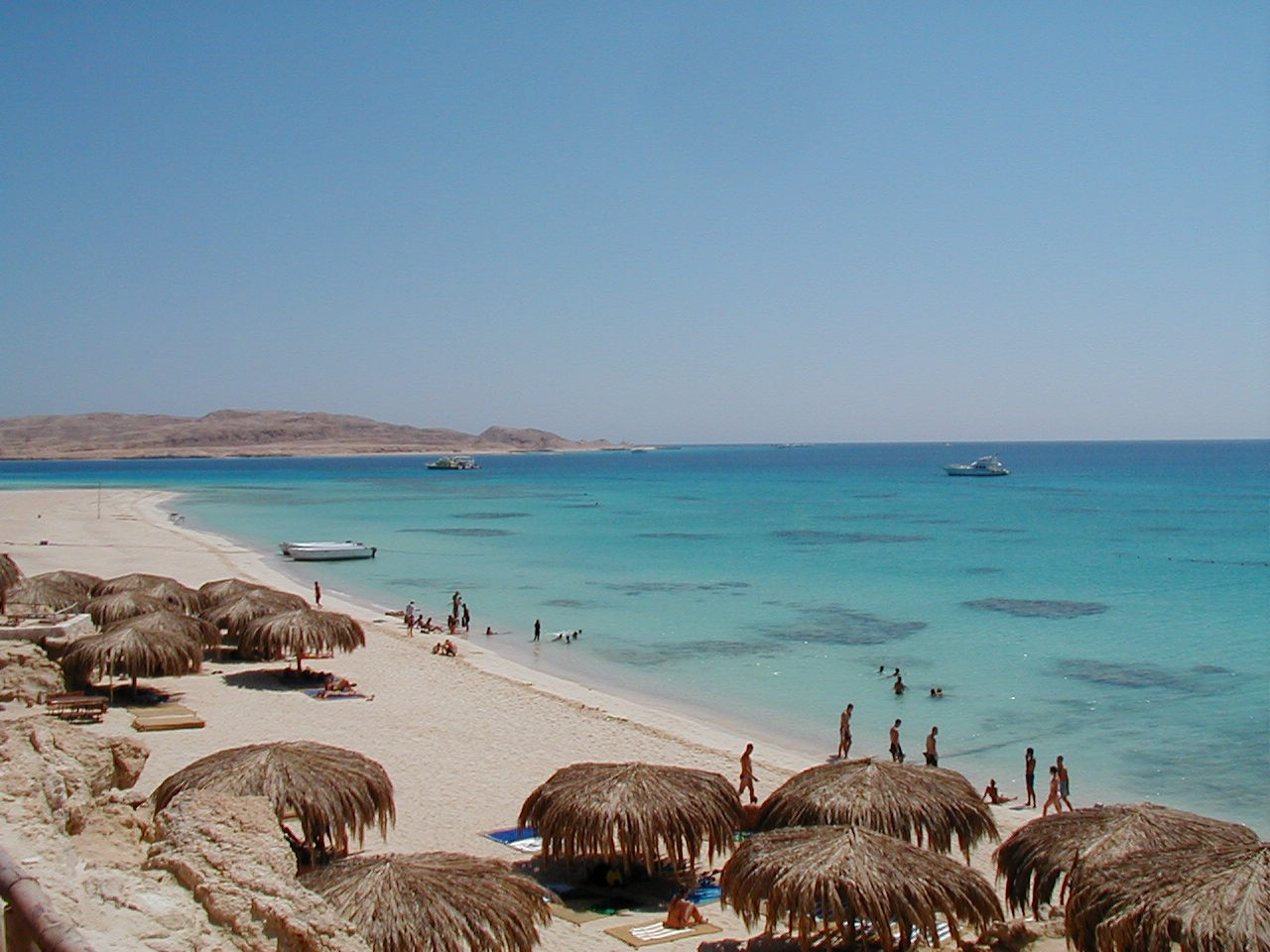
Al-Mahmya

Хургада складається зі старого центру «Дахар» (англ. Dahar або Down town), нового центру «Саккала» (Sakkala) і майже безперервного ланцюжка готелів, що простягнулася уздовж берега Хургади на північ і на південь від міста загальною довжиною майже на 40 км (так звана «Нова Хургада»).

## Клімат
Клімат Хургади, так само як і всього Єгипту — тропічний пустельний. Опадів ніколи не буває влітку і практично не буває взимку (у рік випадає 5 мм опадів). Літо в Хургаді надзвичайно спекотне: середня температура серпня (найспекотнішого місяця) складає +31,8 °C. Середня температура січня +16,4°С, купальний сезон триває майже весь рік, крім зимових місяців. Погода завжди ясна влітку і переважно ясна взимку.
| Клімат Хургади          | Клімат Хургади | Клімат Хургади | Клімат Хургади | Клімат Хургади | Клімат Хургади | Клімат Хургади | Клімат Хургади | Клімат Хургади | Клімат Хургади | Клімат Хургади | Клімат Хургади | Клімат Хургади | Клімат Хургади |
| Показник                | Січ.           | Лют.           | Бер.           | Квіт.          | Трав.          | Черв.          | Лип.           | Серп.          | Вер.           | Жовт.          | Лист.          | Груд.          |                |
| Абсолютний максимум, °C | 30,2           | 32,0           | 35,4           | 37,6           | 42,6           | 44,3           | 43,5           | 42,2           | 41,3           | 39,6           | 35,3           | 31,6           |                |
| Абсолютний мінімум, °C  | 6,2            | 4,4            | 9,0            | 11,6           | 16,0           | 17,4           | 21,0           | 22,6           | 19,5           | 15,6           | 11,0           | 5,8            |                |
| ----------------------- | -------------- | -------------- | -------------- | -------------- | -------------- | -------------- | -------------- | -------------- | -------------- | -------------- | -------------- | -------------- | -------------- |
| Джерело:                |                |                |                |                |                |                |                |                |                |                |                |                |                |

## Пам'ятки

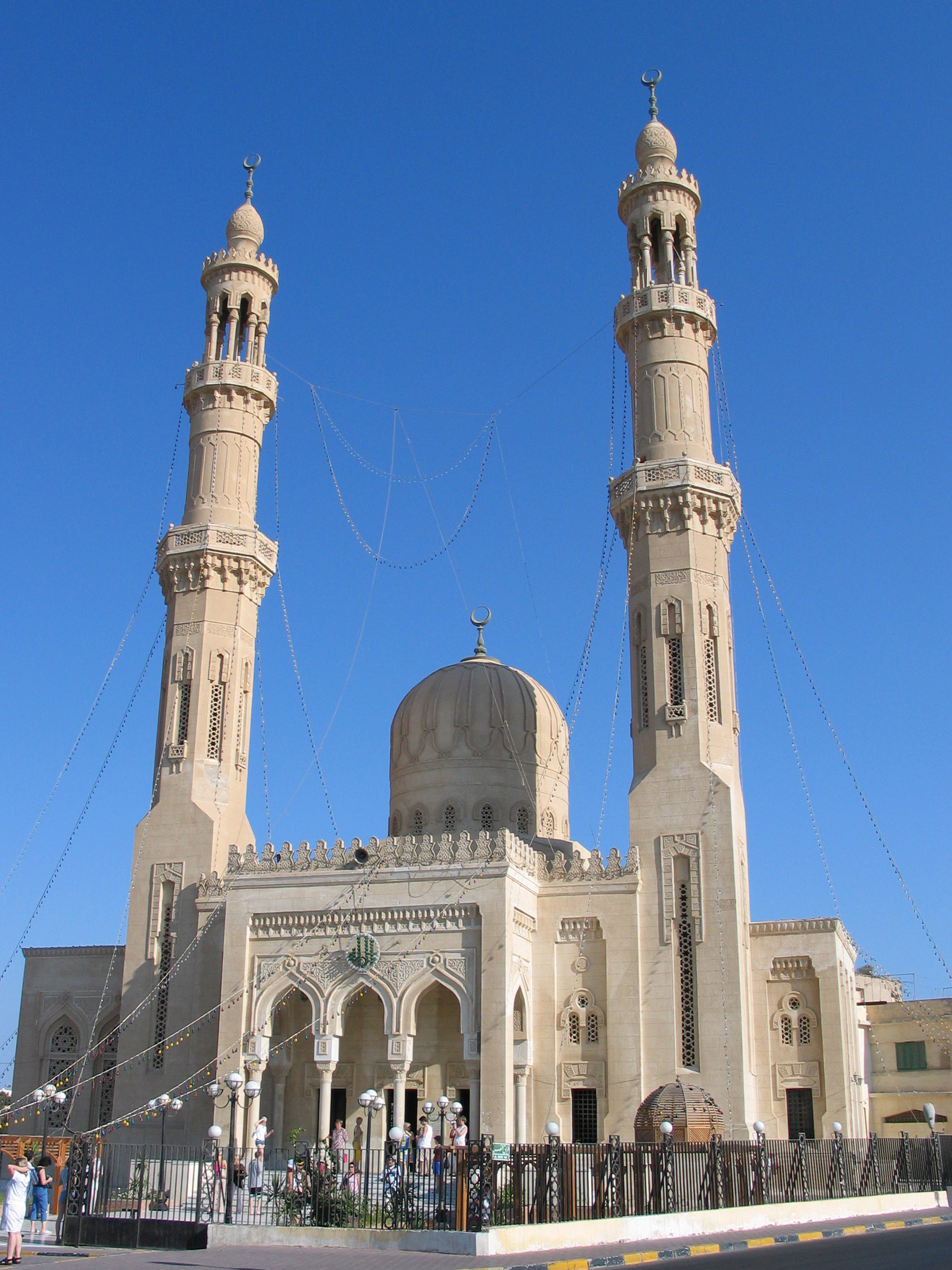
Центральна мечеть

Основними визначними пам'ятками міста є центральна мечеть Абдульхасана Ельшазі, коптська церква, світлофор Хургади, акваріум. Все це знаходиться в межах Старого міста (район Дахар).
Неподалік від порту розташовується комплекс «Нью Марина» (див. марина), що поєднує в собі стоянку яхт і центр розваг. Уздовж набережної розташовані кафе, ресторани і крамниці, діє атракціон «Вертикальний зліт». Більшість ресторанів мають столики просто неба, захищені від сонця тентами й парасольками.
У південній частині Хургади є палац «Тисяча і одна ніч», побудований у стилі східного Діснейленду, де щовечора проходять театралізовані вистави на теми життя в Єгипті в епоху фараонів.
У пустелі приблизно за 12 км від Хургади височить друга за висотою гора країни і найвища точка африканського Єгипту, вершина Гебель Шеіб-Ель Банат (2187 м).

## Відпочинок і готелі
Хургада є одним з популярних курортів на Червоному морі. Основна орієнтація — пляжний відпочинок, а також екскурсійні та розважальні тури. Головні екскурсії давньоєгипетськими пам‘ятками: в Каїр (до пірамід), в Луксор. Морські прогулянки супроводжуються купанням серед коралових рифів, дайвінгом. Можливі також поїздки на верблюдах або квадроциклах пустелею.
Готелі для туристів розташовані по всій території Хургади. Готелі мають різний клас (кількість зірок). Бувають як комплекси з великою територією, оточені стінами і примикають до моря, так і прості готелі в межах міста. Місцеві пляжі в основному звичайні, піщані, без коралів. Пляжі з кораловими рифами зустрічаються в основному на півночі Хургади, в районі готелів Zahabia Beach, Arabella Azur; на півдні — в районі готелю Coral Beach. Також в Хургаді на території готелів розташовані три величезних єгипетських аквапарки — «Джангл-парк», «Синдбад» і «Титанік».
29 квітня 2013 в Хургаді відкрився перший у світі безалкогольний готель Le Roi Hotel, чий власник Ясер Камаль вважає, що це буде новим словом в просуванні туристичних послуг. Готель, крім повної відсутності алкоголю матиме окремий поверх для жінок на 135 номерів і «жіночий» басейн.

## Водні види спорту
Хургада є міжнародним центром для любителів водних видів спорту, таких як: віндсерфінг, кайтинг, глибоководна рибалка, плавання, всі можливі види снорклінгу і дайвінгу, а також морські прогулянки під вітрилами.
Велика кількість дайвінг центрів у Хургаді дає свободу вибору за територіальним і іншими ознаками.

## Галерея

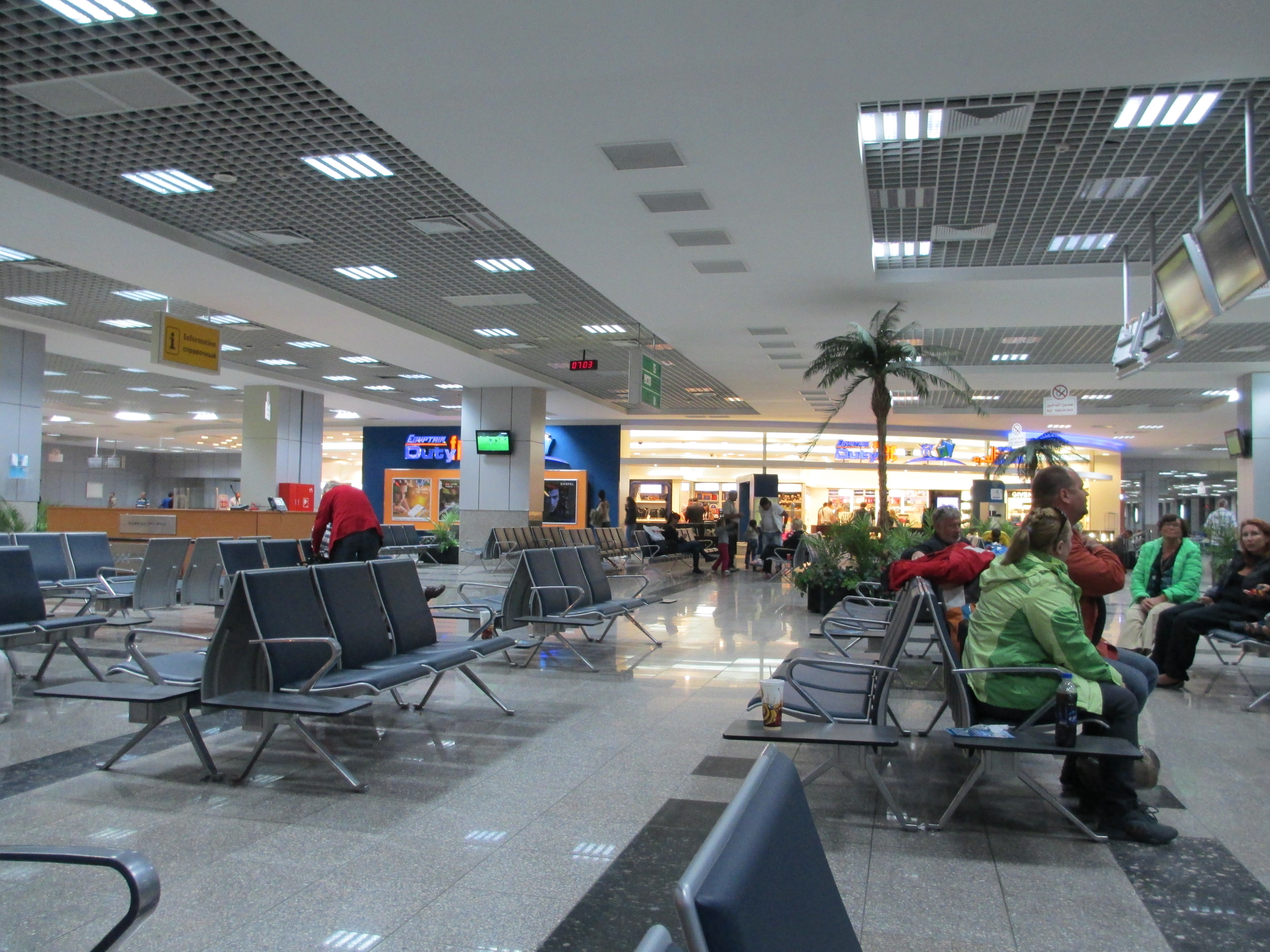
В аеропорту Хургади
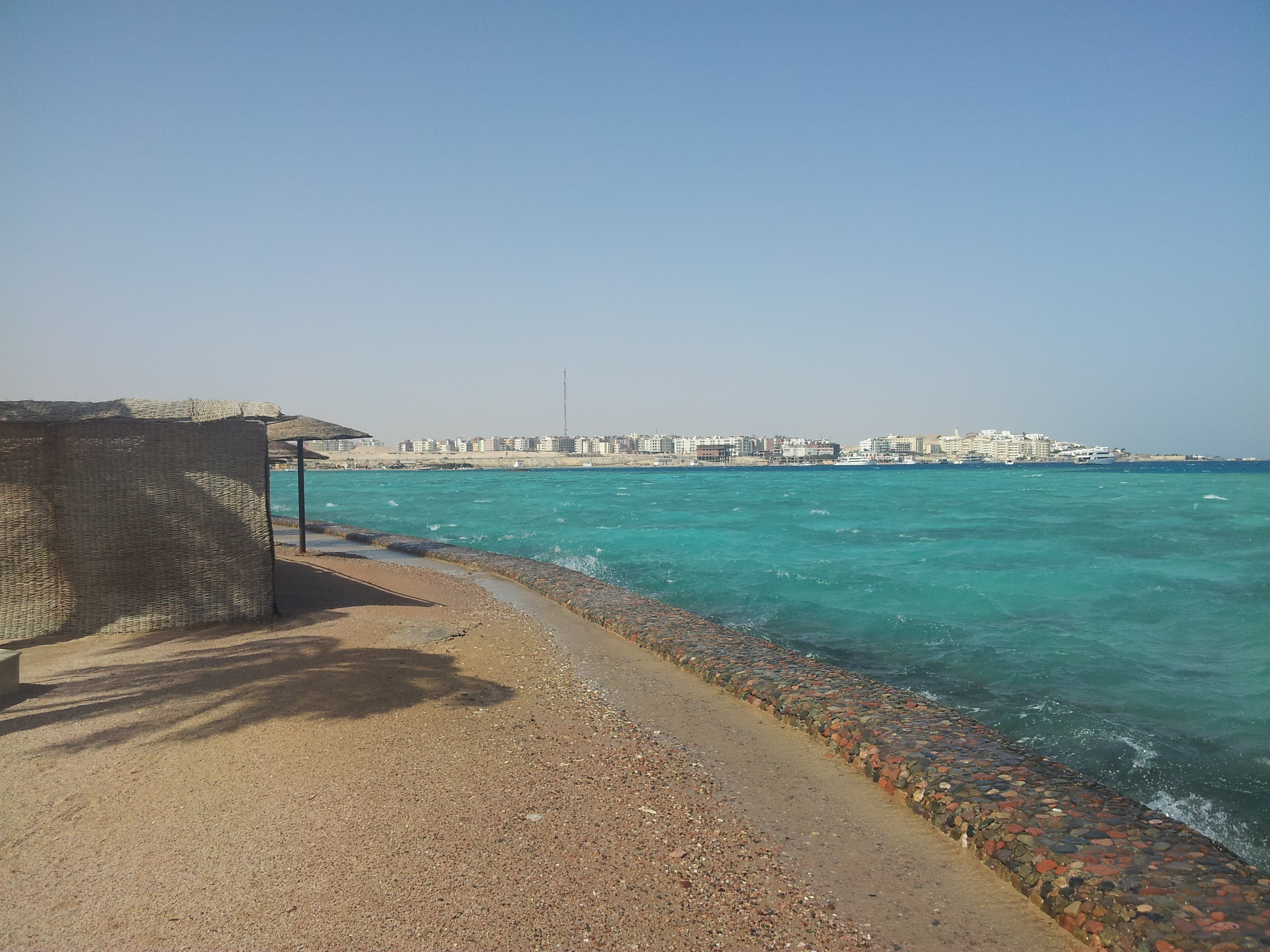
Червоне море в Хургаді
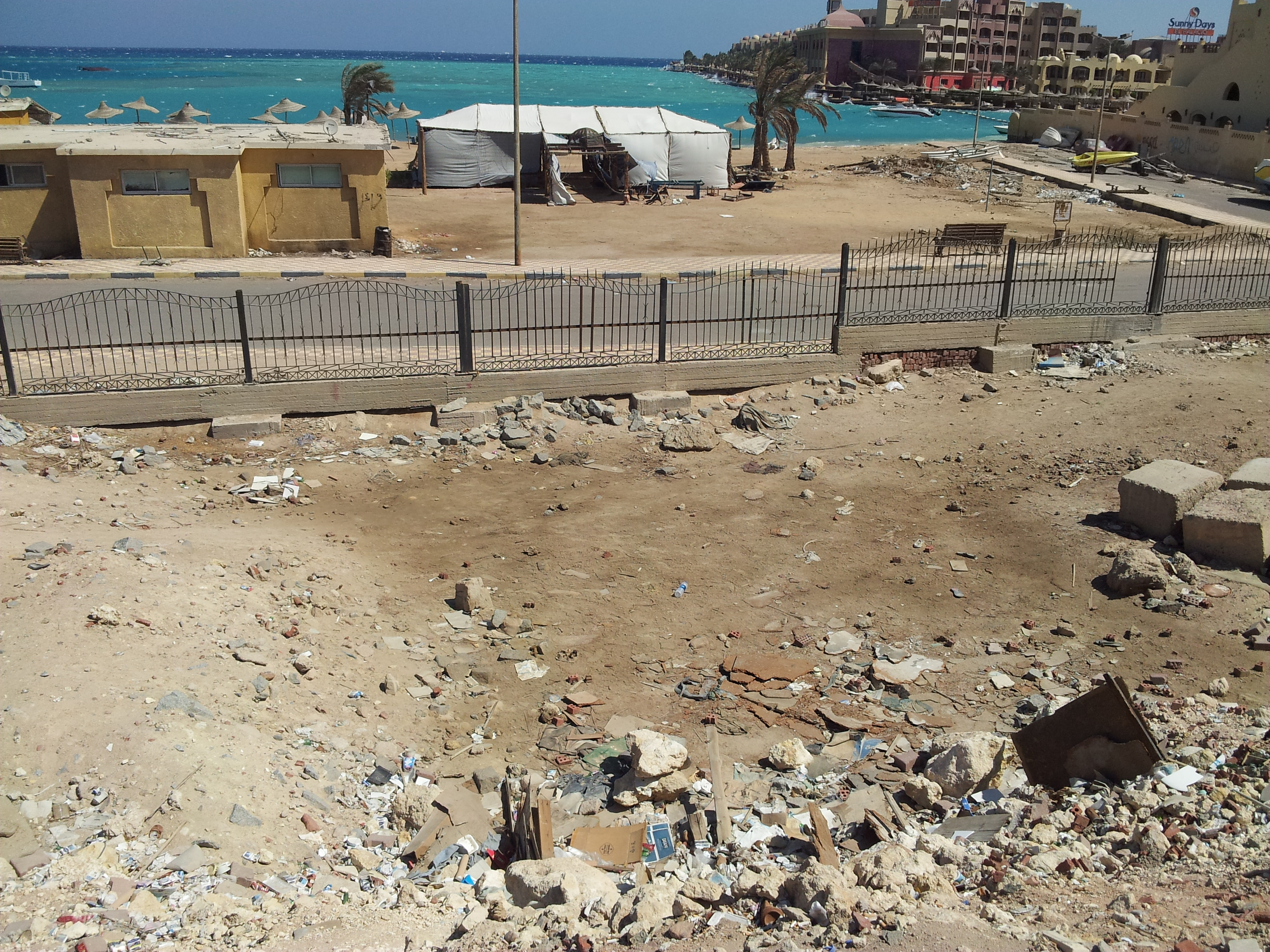
Сміття навколо готелів в Хургаді
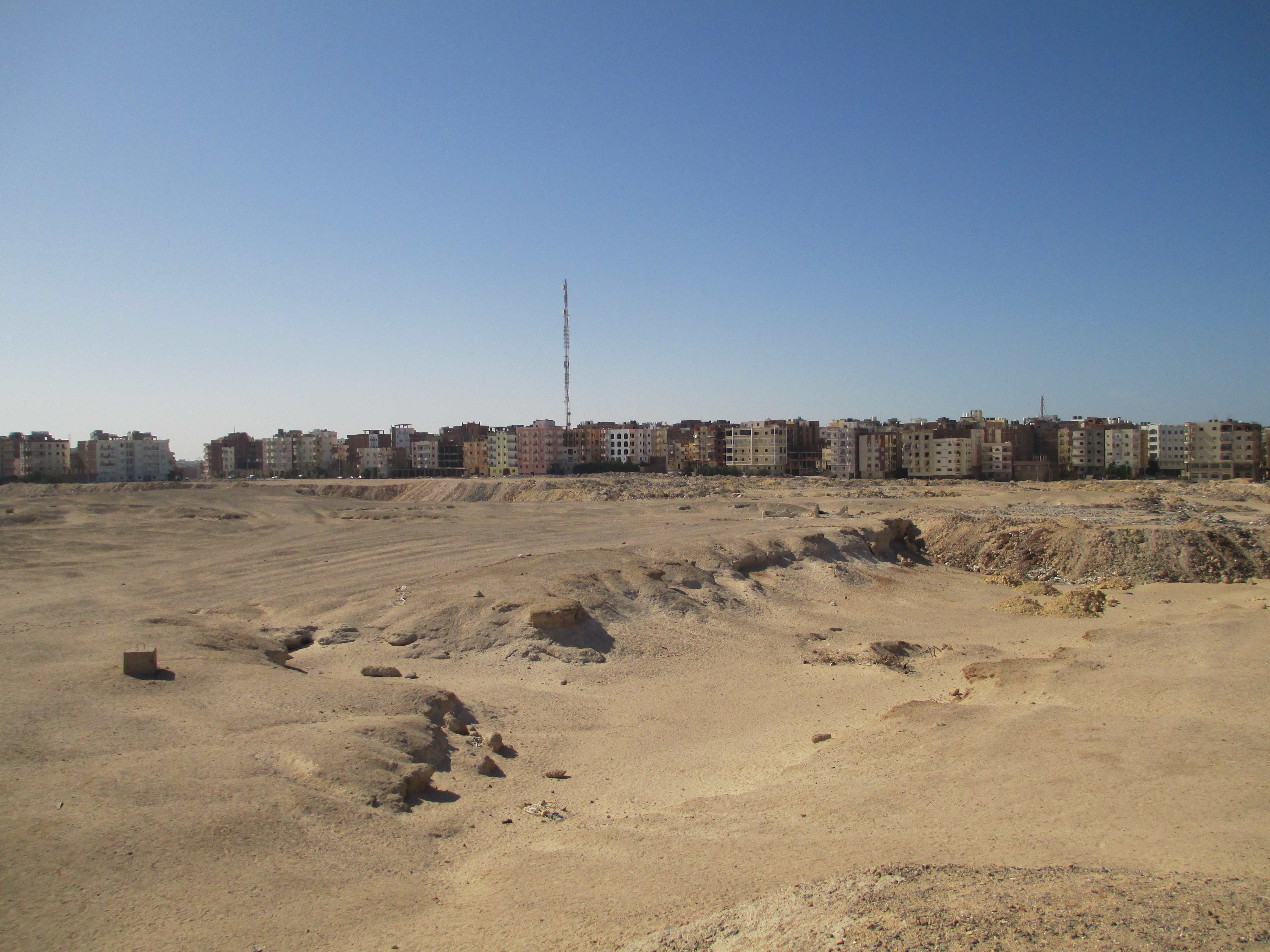
Пустельний пейзаж Хургади
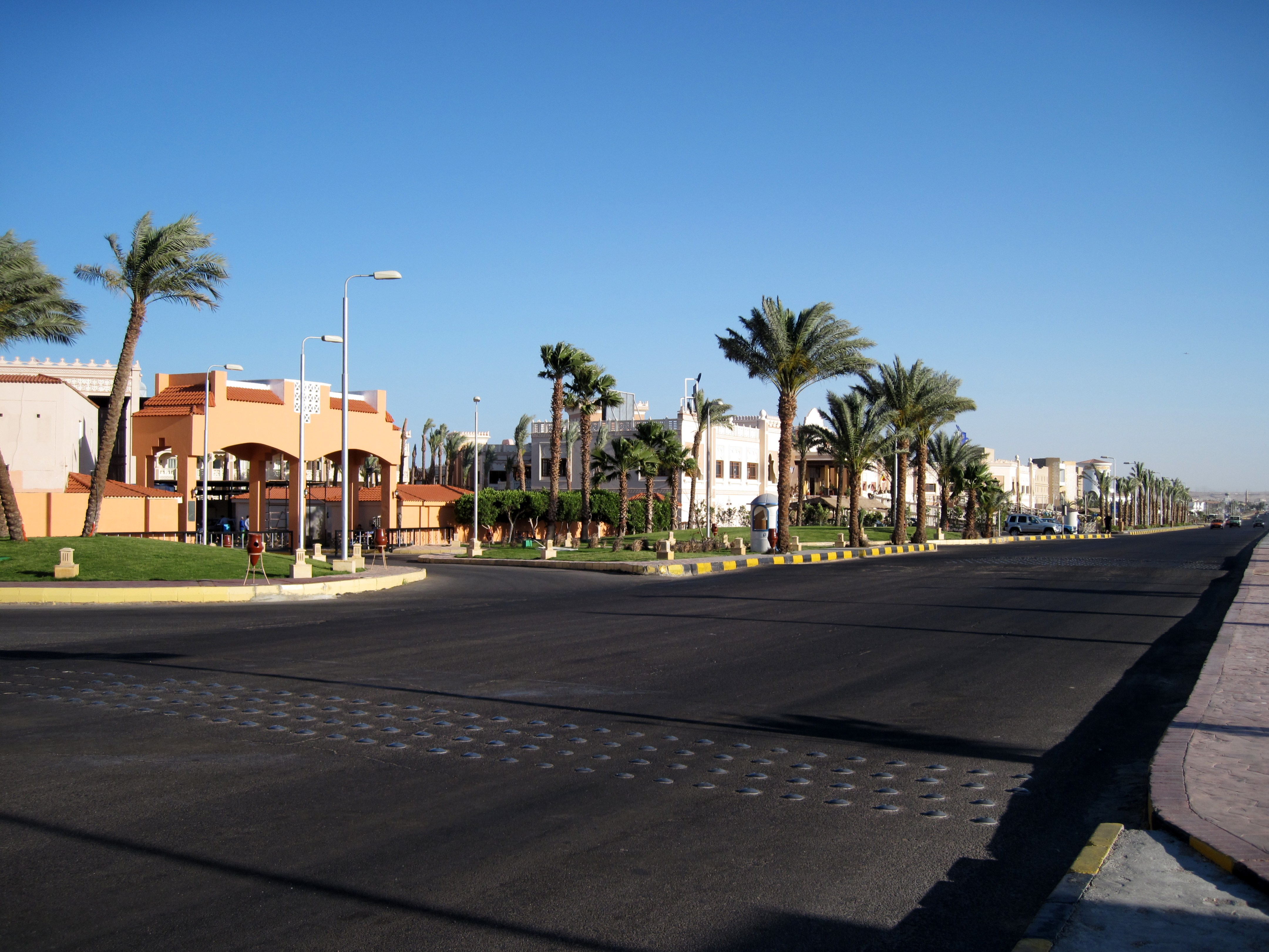
Вулиця в Хургаді
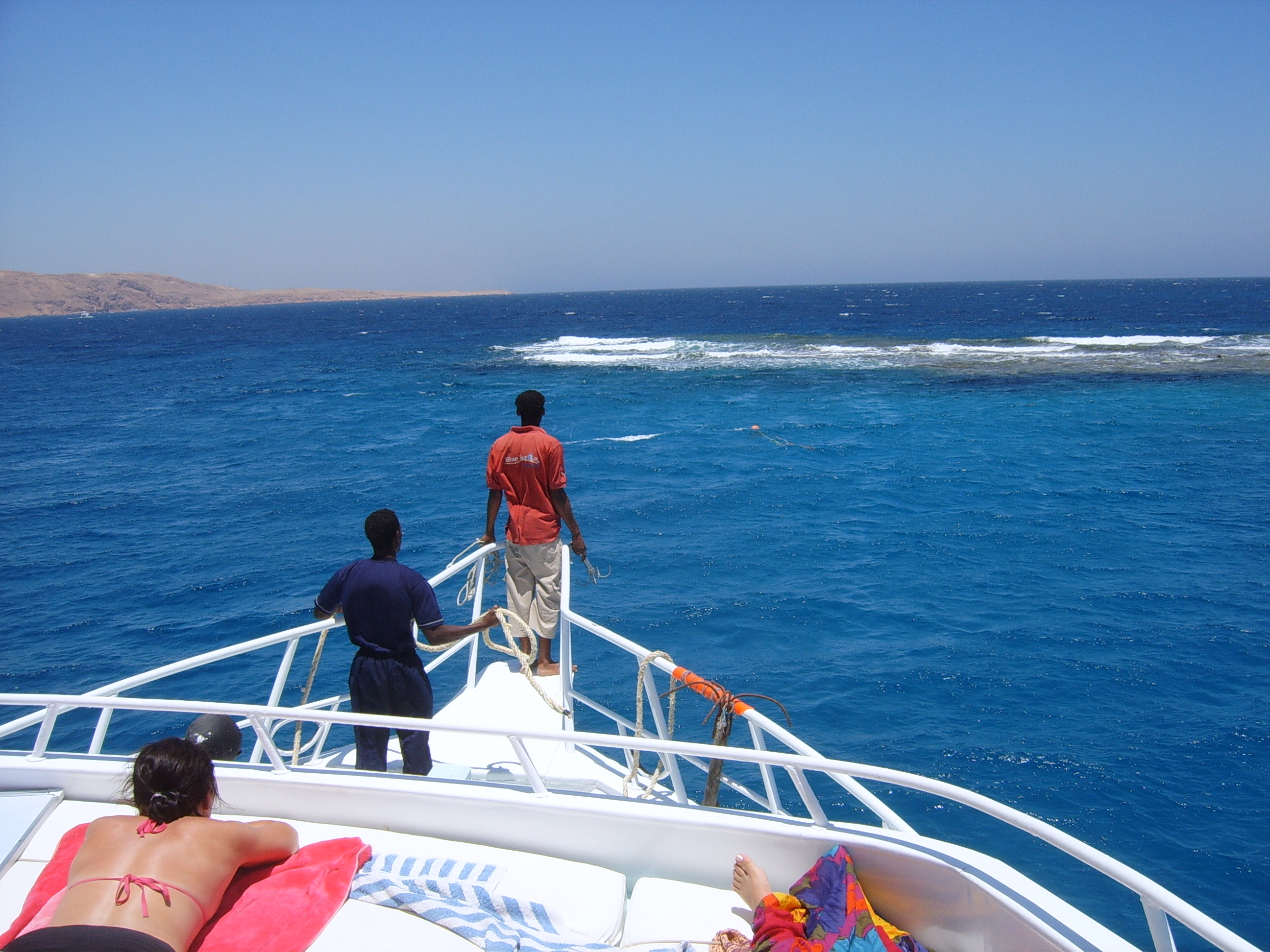
Морська прогулянка
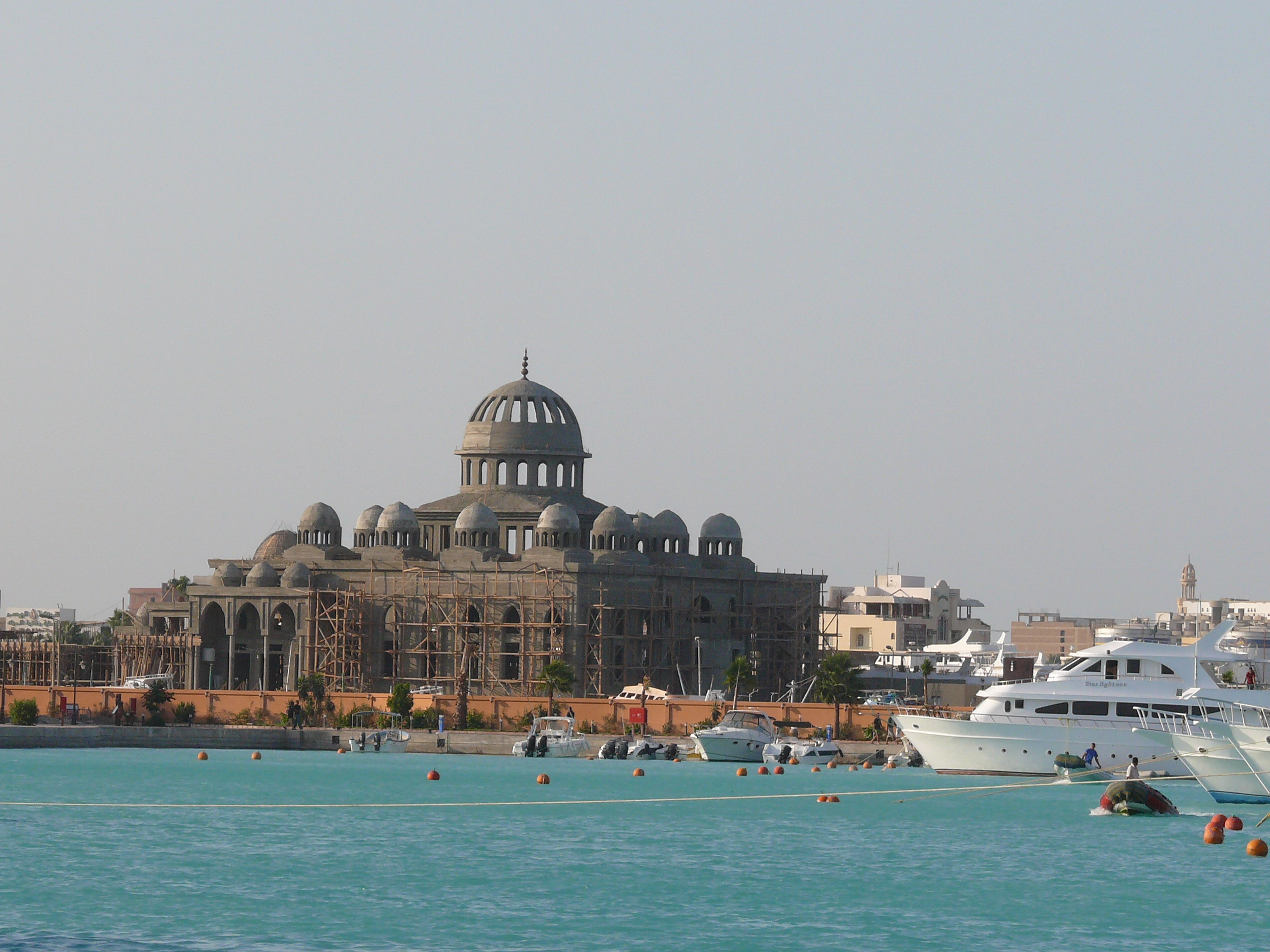
Будівництво нової мечеті
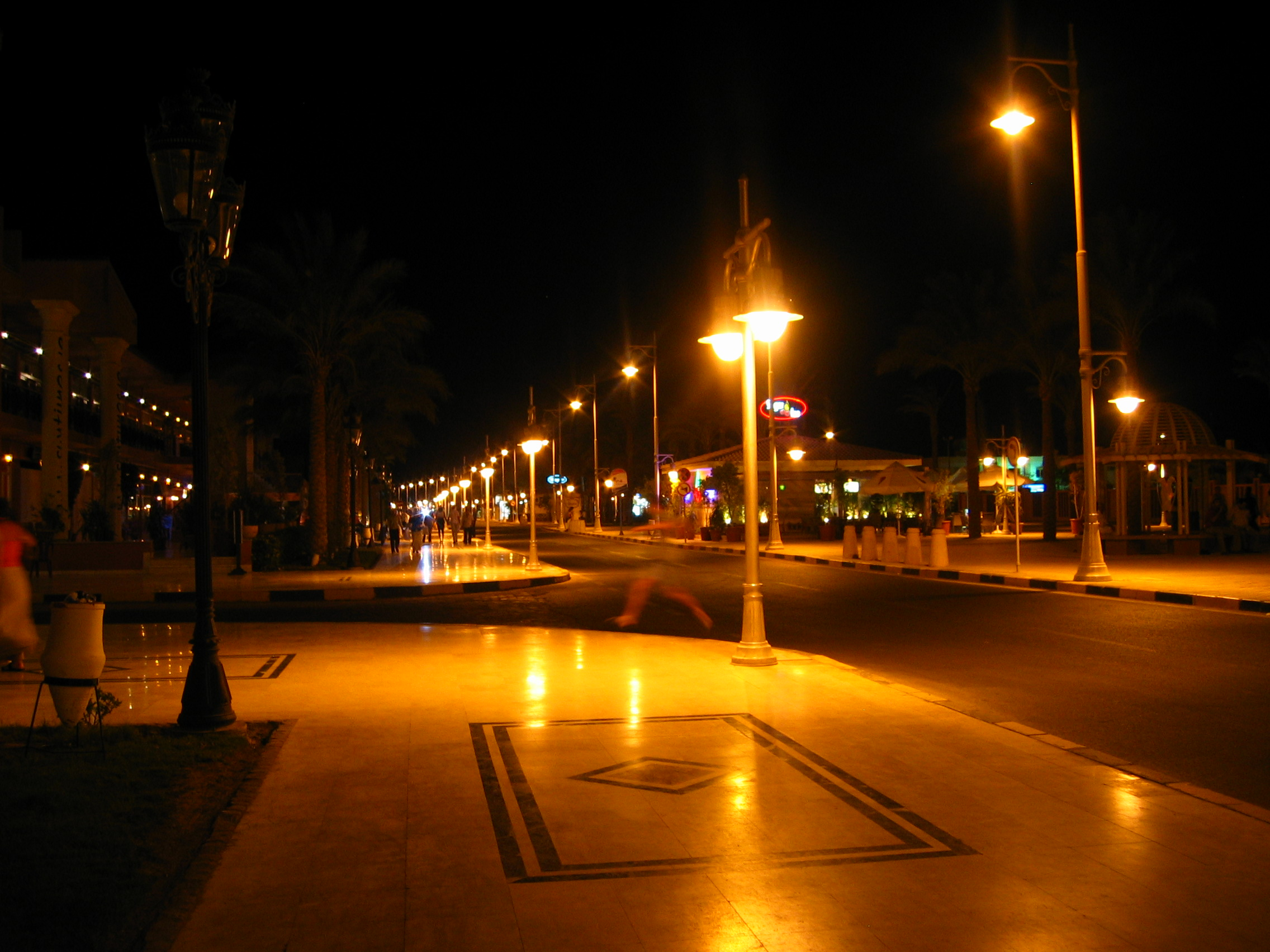
Нічна Хургада

## Цікаві факти
Дія оповідання англійського письменника Джеймса Олдріджа «Останній дюйм», написаного в 1957 році, відбувається в районі Хургади.